# Prowincja Mikawa
Prowincja Mikawa (jap. 三河国 Mikawa-no-kuni) – dawna prowincja Japonii, która obecnie jest wschodnią częścią prefektury Aichi. Graniczyła z prowincjami Owari, Mino, Shinano i Tōtōmi.